# 고호쿠역 (아이치현)
고호쿠역(일본어: 港北駅, こうほくえき)은 일본 아이치현 나고야시 미나토구에 위치한 나고야 임해 고속 철도 니시나고야코 선의 역이다. 역 번호는 AN07이다.
나고야케이바조마에역(名古屋競馬場前駅)이라는 명칭이었을 시절은 아오나미선에 있는 철도역 중에서 가장 역명이 긴 역이었다.

## 역 구조
섬식 승강장 1면 2선의 고가역이다. 1,2번 선 승강장에 안전 대책으로서 스크린도어가 설치되어 있다. 배리어 프리 대응으로 엘리베이터를 1기 배치하였다.
일부 시간에만 역무원이 있는 순회역에서, 나카지마역이 본 역을 관리하고 있다.

### 승강장
| 1 | ■ 아오나미 선 (하행) | 긴조후토 방면       |
| 2 | ■ 아오나미 선 (상행) | 아라코・나고야 방면 |

## 역 주변
본 역은 돈고초 경마장의 이름으로 애착이 있는 나고야 경마장 서북쪽에 위치한다. 역 주변은 주택가로 역 남쪽은 나고야 시영 주택의 다이메이쇼 등이 위치한다.
- 나고야 경마장(2022년 이전) 터
- 나고야 입국 관리국
- 돈고초 상점가
- 피아고라 푸드 코어 쇼호점
- 나고야 시립 쇼호 초등학교
- 주부 강판
- 도카이도리(나고야 시 도카이바시 선)

## 역사
- 2004년 10월 6일: 나고야케이바조마에역으로 영업 개시.
- 2022년 3월 12일: 역 명칭을 고호쿠역(港北駅(こうほくえき))으로 변경.

## 인접역
| 나고야 임해 고속 철도 ■ 니시나고야코 선 (아오나미 선) | 나고야 임해 고속 철도 ■ 니시나고야코 선 (아오나미 선) | 나고야 임해 고속 철도 ■ 니시나고야코 선 (아오나미 선) |
| ----------------------------------------------------- | ----------------------------------------------------- | ----------------------------------------------------- |
| AN06 나카지마 나고야 방면                             |                                                       | 아라코가와코엔 AN08 긴조후토 방면                     |